# Pseudosaproecius baraudi
Pseudosaproecius baraudi är en skalbaggsart som beskrevs av Branco 1995. Pseudosaproecius baraudi ingår i släktet Pseudosaproecius och familjen bladhorningar. Inga underarter finns listade i Catalogue of Life.